# 横瀬駅
横瀬駅（よこぜえき）は、埼玉県秩父郡横瀬町横瀬にある、西武鉄道西武秩父線の駅である。駅番号はSI35。

## 歴史
- 1969年（昭和44年）10月14日 - 開業。
- 1992年（平成4年）1月14日 - 新駅舎使用開始[1]。
- 1998年（平成10年）3月26日 - 特急「ちちぶ」の全列車停車駅となる（芦ヶ久保駅は春と秋のみの臨時停車駅になる）。

## 駅構造
島式ホーム1面2線を有する地上駅。駅舎は線路の北側に立地し、ホームとは構内踏切により連絡している。自動改札機は設置されていないが、PASMO・Suica利用者のための簡易改札機が設置されている。
トイレは改札を出て左手の駅前ロータリーにある。「だれでもトイレ」（多機能トイレ）を併設しており、改札外に設置されているため、実質的には公衆トイレとしての役割を果たしている。
駅舎左側に横瀬町観光案内所を併設している。
また、西武秩父駅から回送された車両を留置する側線や、隣接する横瀬車両基地に関係した側線がある。

### のりば
| ホーム | 路線                  | 方向                  | 行先                 | 備考                   |
| ------ | --------------------- | --------------------- | -------------------- | ---------------------- |
| 1      | 西武秩父線            | 上り                  | 飯能・所沢・池袋方面 |                        |
| 2      | 西武秩父線            | 下り                  | 西武秩父ゆき         |                        |
| 2      | ■秩父鉄道秩父本線直通 | ■秩父鉄道秩父本線直通 | 三峰口方面           | 西武秩父駅経由で直通   |
| 2      | ■秩父鉄道秩父本線直通 | ■秩父鉄道秩父本線直通 | 長瀞方面             | 西武秩父駅は経由しない |

（出典：西武鉄道:駅構内図）
- 上り吾野方面の列車はすべて池袋線に直通する（各駅停車は飯能行、特急は池袋行）。
- 毎年秋に横瀬車両基地で一般公開イベントが開催され、当日は当駅始発・終着の臨時列車が運転されることもある。
- 秩父鉄道と直通運転する列車は当駅で分割・併合作業を実施する。三峰口発着列車は一旦西武秩父駅に停車してからスイッチバックを行うが、長瀞駅発着列車は西武秩父駅ホームへ入線せず、同駅構内の連絡線を経由し秩父鉄道の御花畑駅に入線する。「西武秩父駅#駅構造」も参照。なお、2023年3月改正で土曜・休日ダイヤに限り、当駅始発の秩父鉄道直通列車が午前中に設定されている。
- 特急「ちちぶ」は停車するが、ホーム有効長の関係で10両編成の「S-TRAIN」は通過する。

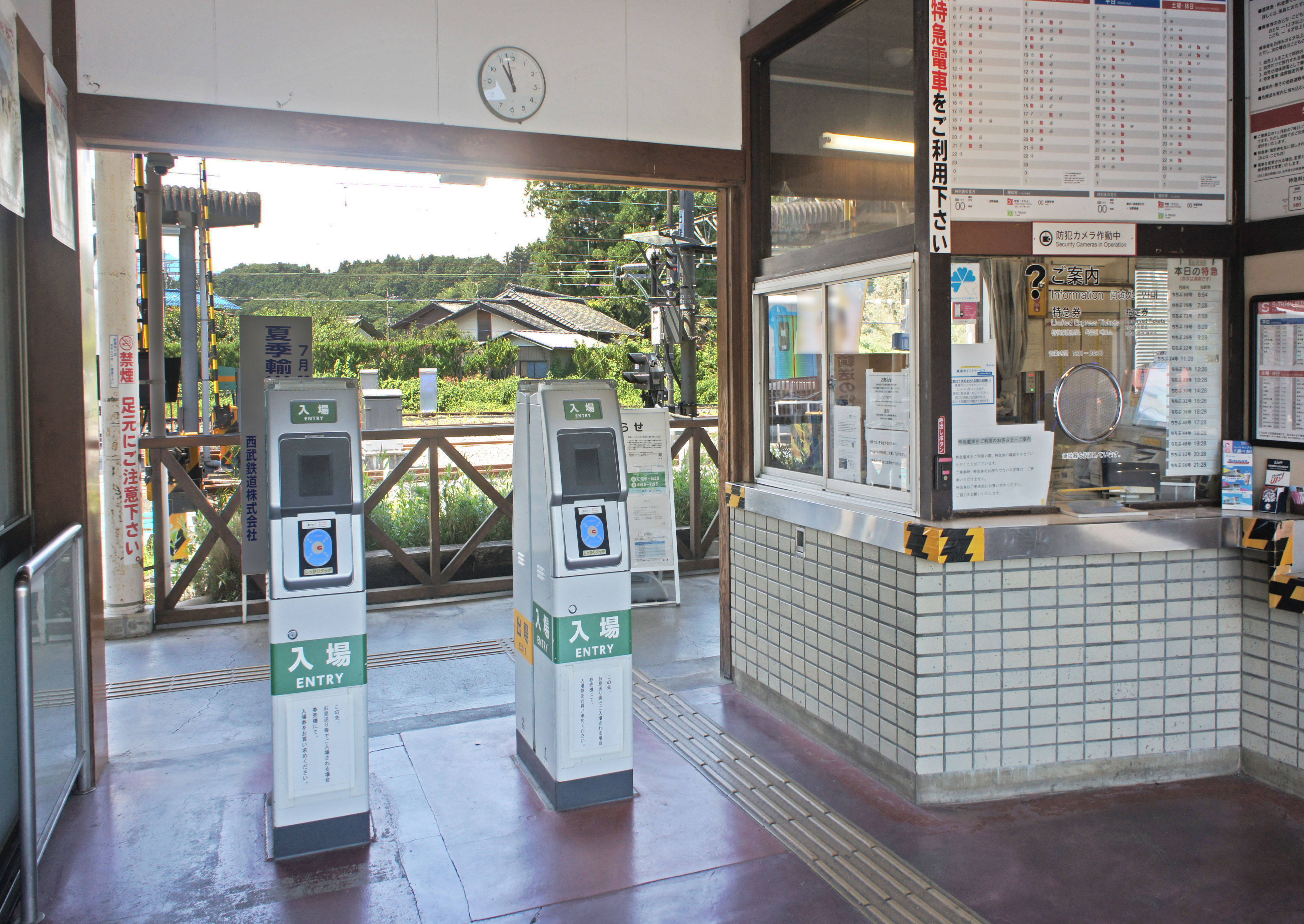
改札口（2022年7月）
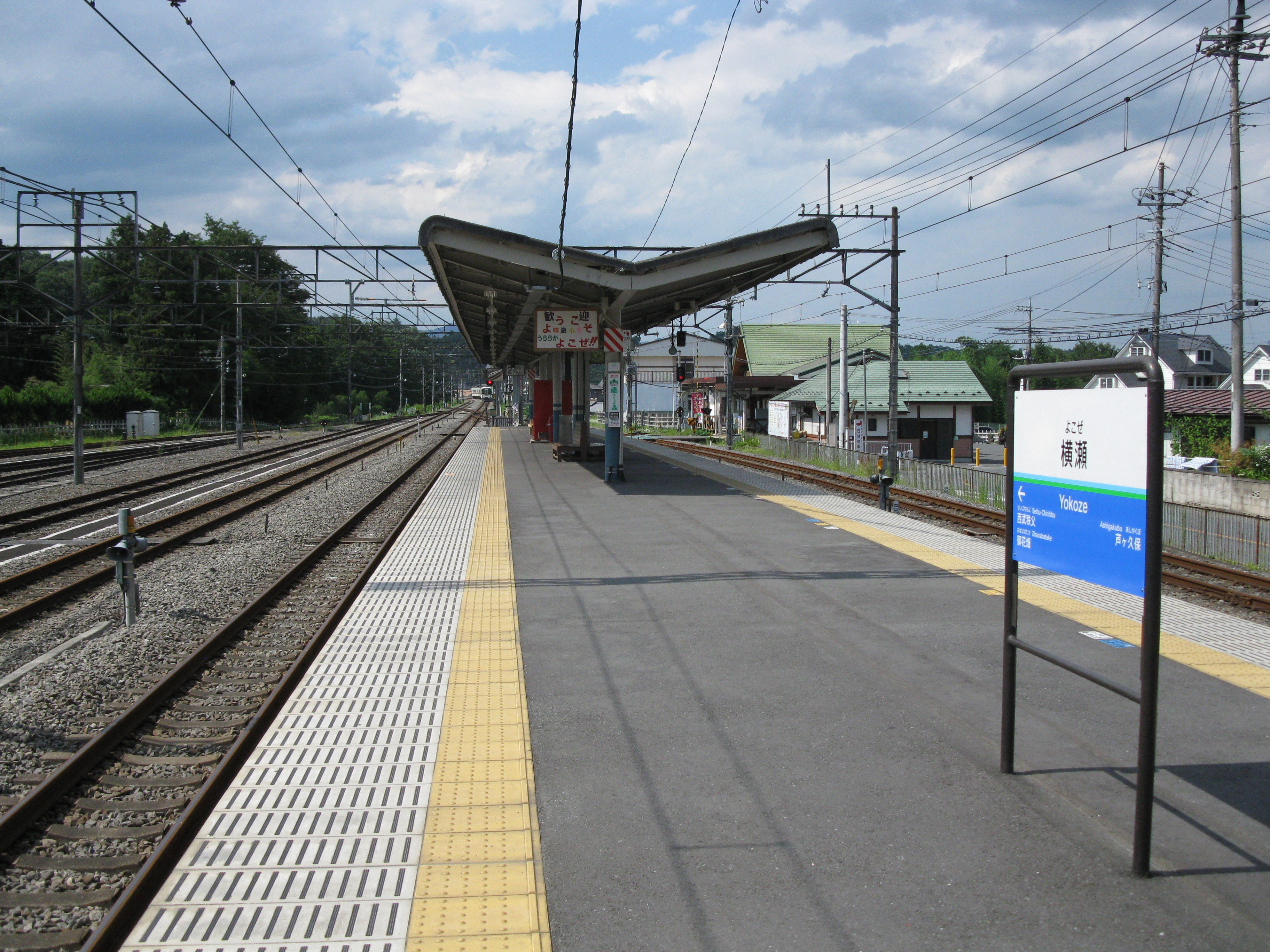
ホーム（2009年8月）
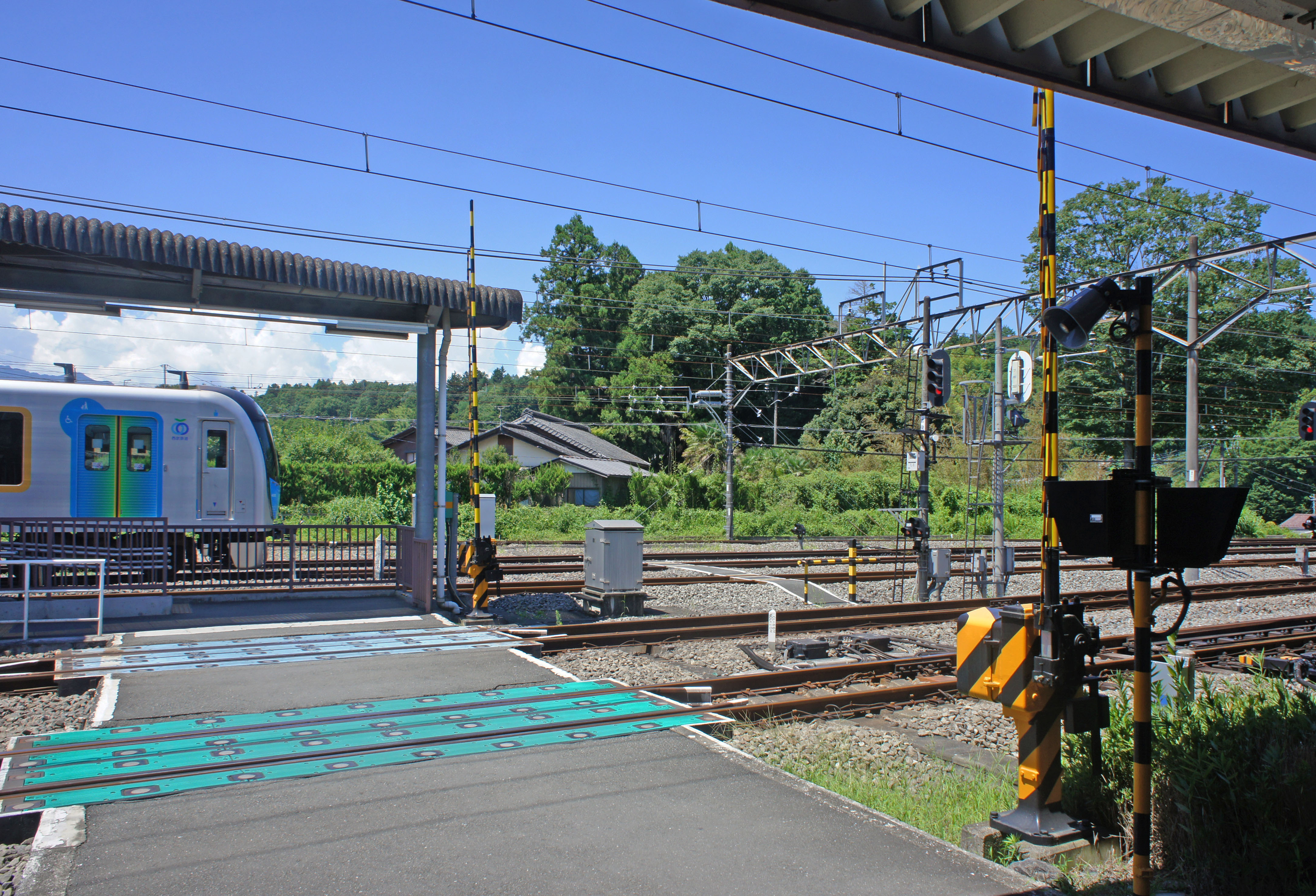
構内踏切（2022年7月）

## 利用状況
- 西武鉄道 - 2024年度の1日平均乗降人員は1,413人である[西武 1]。
西武鉄道全92駅中86位。2010年 - 2012年は若干減少したが、2014年度以降は1,800人台で推移していた。

近年の1日平均乗降・乗車人員の推移は下記の通りである。
| 年度               | 1日平均 乗降人員 | 1日平均 乗車人員 | 出典              |
| ------------------ | ---------------- | ---------------- | ----------------- |
| 1995年（平成07年） | 1,110            |                  |                   |
| 1996年（平成08年） | 1,428            |                  |                   |
| 1997年（平成09年） | 1,208            |                  |                   |
| 1998年（平成10年） | 1,422            |                  |                   |
| 1999年（平成11年） | 1,495            | 739              | [ 埼玉県統計 1 ]  |
| 2000年（平成12年） | 1,553            | 752              | [ 埼玉県統計 2 ]  |
| 2001年（平成13年） | 1,624            | 836              | [ 埼玉県統計 3 ]  |
| 2002年（平成14年） | 1,723            | 877              | [ 埼玉県統計 4 ]  |
| 2003年（平成15年） | 1,796            | 910              | [ 埼玉県統計 5 ]  |
| 2004年（平成16年） | 1,829            | 919              | [ 埼玉県統計 6 ]  |
| 2005年（平成17年） | 1,801            | 898              | [ 埼玉県統計 7 ]  |
| 2006年（平成18年） | 1,774            | 888              | [ 埼玉県統計 8 ]  |
| 2007年（平成19年） | 1,826            | 879              | [ 埼玉県統計 9 ]  |
| 2008年（平成20年） | 1,833            | 879              | [ 埼玉県統計 10 ] |
| 2009年（平成21年） | 1,837            | 884              | [ 埼玉県統計 11 ] |
| 2010年（平成22年） | 1,770            | 830              | [ 埼玉県統計 12 ] |
| 2011年（平成23年） | 1,714            | 813              | [ 埼玉県統計 13 ] |
| 2012年（平成24年） | 1,698            | 813              | [ 埼玉県統計 14 ] |
| 2013年（平成25年） | 1,781            | 838              | [ 埼玉県統計 15 ] |
| 2014年（平成26年） | 1,801            | 853              | [ 埼玉県統計 16 ] |
| 2015年（平成27年） | 1,878            | 899              | [ 埼玉県統計 17 ] |
| 2016年（平成28年） | 1,827            | 868              | [ 埼玉県統計 18 ] |
| 2017年（平成29年） | 1,811            | 850              | [ 埼玉県統計 19 ] |
| 2018年（平成30年） | 1,711            | 822              | [ 埼玉県統計 20 ] |
| 2019年（令和元年） | 1,712            | 823              | [ 埼玉県統計 21 ] |
| 2020年（令和02年） | 891              |                  |                   |
| 2021年（令和03年） | 1,049            |                  |                   |
| 2022年（令和04年） | 1,249            |                  |                   |
| 2023年（令和05年） | 1,343            |                  |                   |
| 2024年（令和06年） | 1,413            |                  |                   |

## 駅周辺
- 宇根八阪神社
- 秩父七福神 東林寺（恵比寿様）
- 埼玉県道231号横瀬停車場線
- 国道299号
- 横瀬町役場
- 横瀬町歴史民俗資料館
- 横瀬町町民会館・横瀬町立図書館
- 横瀬町スポーツ交流館
- 横瀬町立横瀬小学校
- 秩父警察署 横瀬駐在所
- 横瀬郵便局
- 横瀬川
- 明智寺（秩父札所9番）
- 武甲温泉
- 羊山公園 - 芝桜の丘で知られる。
- 丸山鉱泉
- UBE三菱セメント(旧・三菱マテリアル) 横瀬工場 - 1996年に貨物列車が廃止されるまで、当工場内の東横瀬駅（貨物駅）から西武鉄道で貨物の輸送を行っていた。
- 横瀬車両基地 - 駅南側に隣接し、5000系「レッドアロー」やE851形電気機関車など、西武鉄道の歴代の車両が保存されている（通常時は車体がカバーで覆われている）。毎年10月上旬に「西武トレインフェスティバル」が開催される。
- 武甲山 - 駅から登山口の生川（うぶがわ）を経由して山頂に至ることができる。ただし、生川までは自動車か徒歩のアクセスになるが、登山口までの距離が長く、途中ダンプカーの往来する区間がある。

### バス路線
駅から約400メートル離れた国道299号上の「横瀬駅入口」が最寄り停留所で、西武観光バスにより運行される以下の路線が発着する。
- 横瀬線：西武秩父駅 / 松枝

## 隣の駅
西武鉄道
 西武秩父線
- ■特急「ちちぶ」停車駅

■普通
芦ヶ久保駅 (SI34) - 横瀬駅 (SI35) - 西武秩父駅 (SI36) / 御花畑駅 (CR31) （秩父鉄道秩父本線）
- 隣の駅が御花畑駅となる列車は、同駅から秩父鉄道長瀞方面に直通する。一方、秩父鉄道三峰口方面に直通する列車は西武秩父駅まで運行した上で、同駅から秩父鉄道影森駅へ向かう。

#### 利用状況
西武鉄道の1日平均利用客数
1. 1 2 3  “駅別乗降人員（2024年度１日平均）” (pdf).   西武鉄道. 2025年6月7日閲覧。
2. ↑  駅別乗降人員（2020年度1日平均） - ウェイバックマシン（2021年9月23日アーカイブ分）、2022年8月20日閲覧
3. ↑  駅別乗降人員（2021年度1日平均） - ウェイバックマシン（2022年7月8日アーカイブ分）、2022年8月20日閲覧
4. ↑  “駅別乗降人員（2022年度1日平均）　” (PDF).   西武鉄道. 2023年6月27日時点のオリジナルよりアーカイブ。2023年6月27日閲覧。
5. ↑  “駅別乗降人員（2023年度１日平均）” (pdf).   西武鉄道. 2024年6月21日閲覧。

西武鉄道の統計データ
1. ↑  よこぜの統計 - 横瀬町
2. ↑  各種報告書 - 関東交通広告協議会
3. ↑  埼玉県統計年鑑

埼玉県統計年鑑
1. ↑  平成12年
2. ↑  平成13年
3. ↑  平成14年
4. ↑  平成15年
5. ↑  平成16年
6. ↑  平成17年
7. ↑  平成18年
8. ↑  平成19年
9. ↑  平成20年
10. ↑  平成21年
11. ↑  平成22年
12. ↑  平成23年
13. ↑  平成24年
14. ↑  平成25年
15. ↑  平成26年
16. ↑  平成27年
17. ↑  平成28年
18. ↑  平成29年
19. ↑  平成30年
20. ↑  令和元年
21. ↑  令和2年